# 제5회 골든 래즈베리상
제5회 골든 래즈베리상은 1984년 영화를 대상으로 1985년 3월에 열린 시상식이다. Vine Street Elementary School에서 개최되었다.

## 수상 및 후보

### 최악의 작품상
- 볼레로 수상
- 캐논볼 2
- 귀향
- 골드 시나
- 남자 사냥

### 최악의 남우주연상
- 귀향 - 실베스타 스탤론 수상
- 보디 록 - 로렌조 라마스
- Slapstick of Another Kind - 제리 루이스
- 슈퍼걸 - 피터 오툴
- 캐논볼 2 - 버트 레이놀즈

### 최악의 여우주연상
- 볼레로 - 보 데렉 수상
- 슈퍼걸 - 페이 더너웨이
- 캐논볼 2 - 셜리 맥클레인
- 골드 시나 - 타냐 로버츠
- 사하라 - 브룩 쉴즈

### 최악의 남우조연상
- 사하라 - 브룩 쉴즈 수상
- 해리와 아들 - 로비 벤슨
- 캐논볼 2 - 새미 데이비스 주니어
- 볼레로 - 조지 케네디
- 귀향 - Ron Liebman

### 최악의 여우조연상
- 남자 사냥 - 린-홀리 존슨 수상
- 캐논볼 2 - Susan Anton
- 코난 2 - 디스트로이어 - 올리비아 다보
- 캐논볼 2 - 마릴루 헨너
- 커튼 클럽 - 다이안 레인

### 최악의 감독상
- 볼레로 - 존 데릭 수상
- 귀향 - 밥 클락
- 침실의 표적 - 브라이언 드팔마
- 골드 시나 - 존 길러민
- 캐논볼 2 - 할 니드햄

### 최악의 각본상
- 볼레로 수상
- 캐논볼 2
- 귀향
- 골드 시나
- 남자 사냥

### 최악의 신인상
- 코난 2 - 디스트로이어 - 올리비아 다보 수상
- 리오의 연정 - 미쉴 존슨
- 퍼플 레인 - 아폴로니아 코테로
- 볼레로 - 안드레아 오치핀티
- 남자 사냥 - 러셀 토드

### 최악의 주제가상
- 귀향 수상
- Metropolis
- 퍼플 레인
- 보디 록
- 귀향

### 최악의 음악상
- 볼레로 - 피터 번스타인 수상
- Metropolis - 조지오 모로더
- 귀향 - 마이크 포스트
- 골드 시나 - 리처드 하틀리
- 남자 사냥 - 실베스터 리베이

## 같이 보기
- 제57회 아카데미상
- 제38회 영국 아카데미 영화상
- 제42회 골든 글로브상